# Irati Goikoetxea Asurabarrena
Irati Goikoetxea Asurabarrena (Beasain, 27 de desembre de 1984) és una escriptora i mestra d'escola basca.

## Trajectòria
Es va llicenciar en Matemàtiques a la Universitat del País Basc i exerceix de professora d'educació secundària en aquesta matèria a diversos instituts de Navarra. Des de jove s'ha interessat per la literatura des de diferents perspectives, per exemple, com a improvisadora de versos (bertsolari), àmbit en el qual l'any 2000 va obtenir un premi al concurs de Lazkao-Txiki. També va guanyar diversos premis literaris juvenils, tant de poesia com de narrativa, tals com el BBK-Azkue, l'Urruzuno, el Satarka i el Bordari.
Més tard, com a adulta, va continuar creant literatura, tant en poesia com en narrativa. Entre els premis que va rebre destaquen el Don Manuel Antia, el Maria de Maeztu, l'Iparragirre, els subcampionats dels concursos Gabriel Aresti, Peru Abarka, Satarka i Bordari. El 2010 va participar en l'obra col·lectiva de contes eròtics Orgasmus, llibres escrit juntament amb nou escriptores més. L'any 2014 va publicar el seu primer llibre de contes, Andraizea amb l'editorial Erein. A més, dirigeix la sessió literària Itaka Irratiko Itaka. L'oralitat la va seguir practicant però des d'altres dimensions, com ara la narració. En aquest aspecte, va guanyar el concurs de narració oral del Festival Oral Internacional de 2016. L'any 2019 va publicar la novel·la Herriak ez du barkatuko i va guanyar el premi Igartza.
A la tarda del 17 de novembre de 2021, al Centre Cultural d'Orio, en el marc de les jornades Memòria i Convivència de Soraluze vinculades a la commemoració del Dia de la Memòria al País Basc, realitzà una xerrada amb Miguel Angel Llamas «Pitu», periodista i codirector del documental Non dago Mikel?, per parlar sobre les ferides obertes del conflicte armat basc-espanyol.

## Obres
- Orgasmus, conjuntament amb nou escriptores (Txalaparta, 2010)[12]
- Andraizea (Erein, 2014)[13]
- Herriak ez du barkatuko (Elkar, 2019)[14]